# الظهية (كعيدنة)

تعديل مصدري - تعديل

الظهية هي إحدى قرى عزلة بني نشر بمديرية كعيدنة التابعة لمحافظة حجة، بلغ تعداد سكانها 2018 نسمة حسب تعداد اليمن لعام 2004.